# Národní strana lidová
Národní strana lidová (NSL) byla marginální prvorepubliková politická strana. Vznikla v roce 1936 odštěpením pravicové frakce okolo Františka Zelenky (* 15.9.1890 Tábor, † 19.9.1972 Praha) od Československé strany lidové (ČSL). Důvodem k odchodu ze strany byla kritika údajného spojení vedení lidovců s marxisty.
Programově se strana vymezovala proti korupci a podporovala spolupráci s katolickou Hlinkovou slovenskou lidovou stranou, vyjádřenou heslem "Zelenka a Hlinka a ne Šrámek a Gottwald". Znakem strany bylo písmeno "Z" (Zelenka) upravené tak, aby připomínalo napoleonské "N".
Zelenka a jeho spolupracovníci se nazývali "sborem ofenzorů", jelikož měli dělat ofenzivní katolickou politiku. NSL vydávala časopis s názvem Sociální boj, později přezvaný jen na Boj.
Založení NSL bylo přivítáno Republikánskou agrární stranou, která v ČSL viděla hlavního soupeře v boji o venkovské voliče. Vznik Národní strany lidové však nezískal širokou odezvu. Aktivita strany ustala pro naprostém neúspěchu v obecních volbách roku 1938.